# Claude Goudimel
Claude Goudimel [Godimel, Godymel, Guduymel], né dans le Comté de Bourgogne, à Besançon ou Saint-Hyppolyte vers 1505 selon certaines sources, vers 1520 pour d'autres, et assassiné à Lyon à la fin d’août 1572, est un compositeur franc-comtois. Son œuvre, assez prolifique, est très inspirée par la Réforme calviniste.

## Biographie

### Jeunesse
La famille de Claude Goudimel est originaire de Saint-Hyppolyte dans l'actuel département du Doubs mais les sources divergent sur le lieu et la date de sa naissance. On ne dispose pas d’éléments concrets pour estimer correctement sa date de naissance. Compte tenu qu’en 1549 il était déjà un professionnel établi à Paris, on peut risquer la fourchette 1515-1525. Sa mort prématurée en 1572 le placerait alors dans la cinquantaine. 
Sur sa jeunesse comtoise on ne sait rien mais beaucoup de légendes ont couru (maître de musique de Palestrina, maître de chapelle à Besançon...). Rien de tout cela n’est attesté et les premières traces qu’on a de lui sont parisiennes.

### Paris: 1549-1555?
Arrivé à Paris, il fait paraître ses premières chansons chez Nicolas Du Chemin en 1549. Elles paraissent régulièrement chez cet imprimeur, jusqu’en 1557. La rapidité avec laquelle il se fait connaître - outre les chansons, il publie chez le même imprimeur des motets entre 1551 et 1554, le premier livre de psaumes en forme de motets en 1551 et une messe en 1552 - montre qu’il a déjà un métier certain ; ceci laisse supposer qu’il a pu exercer la musique avant la fin des années 1540 mais rien n’a transparu sur d'éventuels emplois jusqu’ici.
La dédicace de son premier livre de psaumes faite à Jean II Brinon, un riche humaniste parisien qui soutenait et rassemblait autour de lui les membres de la Pléiade, montre qu’il était déjà en relation avec les poètes et les musiciens parisiens les plus novateurs ; et c’est sans doute par son intermédiaire qu’il pénètre dans le milieu ronsardien. Avec Pierre Certon, Clément Janequin et Marc Antoine Muret il fait ainsi partie des quatre artistes qui constituent le supplément musical de l’édition des Amours de Ronsard, sortie en 1552 chez la veuve de Maurice de La Porte.
Mais la dédicace qu’il offre à Jean Brinon montre également qu’il est déjà sensibilisé aux idées de la Réforme, déclarant vouloir composer de la musique spirituelle sans se limiter aux œuvres profanes, souvent taxées d’impudicité - la suite de cette collection de psaumes en forme de motets montrera son attachement fort à cette mouvance.
En fait, c’est un acte notarié passé avec son imprimeur Nicolas Du Chemin le 17 août 1555 qui donne des éléments concrets sur sa situation parisienne. Cet acte rompt une association passée avec Nicolas Du Chemin à une date non précise (antérieure à 1553, remontant peut-être à 1549 ou 1551 ?). Goudimel y est dit musicien, correcteur, et étudiant en l’Université de Paris. L’acte précise qu’il était correcteur chez Du Chemin, depuis une date non précisée (sans doute a-t-il succédé en cela au musicien Nicole Règnes, qui signe un contrat avec Du Chemin en 1548). Ce contrat semble s’être doublé de la possibilité, pour Goudimel, de coéditer certaines éditions de Du Chemin, car leurs noms accolés ne se trouvent côte à côte que dans l’adresse de trois éditions :
- Liber primus collectorum modulorum (RISM 15532 = Lesure 1953 n° 29) ;
- Canticum beatæ Mariæ virginis (RISM 15533 = Lesure 1953 n° 30) ;
- Q. Horatii Flacci poetæ lyrici odæ omnes quotquot carminum... (1555, Lesure 1953 n° 40).

Outre ceci, Goudimel insère un poème latin dans un recueil latin de 1554 (Moduli undecim festorum (RISM 15547, Lesure 1953 n° 37) dans lequel il souligne la bonne correction de l’ouvrage. Le contrat prévoit que Du Chemin paiera 50 lt à Goudimel pour racheter les exemplaires encore en sa possession et vaut solde de tout compte.
Ce métier de correcteur chez Du Chemin l’a mis naturellement en contact avec nombre de compositeurs du temps. Comme François Lesure le remarque, la collaboration Goudimel - Du Chemin pourrait correspondre à la période 1549-1555, durant laquelle parait la collection des onze livres de chansons nouvelles, qui contiennent tous des chansons de Goudimel. Après 1555, on observe que Goudimel « passe » chez Le Roy & Ballard, et qu’en 1556-1557 Du Chemin édite surtout des monographies. Les 12e et 13e livres de chansons nouvelles ne paraissent qu’en 1557. Tout cela pourrait révéler sinon une mésentente, tout au moins les préparatifs d’un départ pour Metz. Peut-être la mort de Brinon en 1555 l'a-t-elle aussi privé de quelques soutiens. Cette année 1555, qui marque la fin de son travail avec Du Chemin, fut toutefois fort active, car Goudimel publie deux monographies : sa musique sur les Odes d’Horace et ses chansons spirituelles sur les vers de Muret.
À la fin de cette période parisienne, on connait deux documents du 2 et du 11 avril 1554 qui montrent que Goudimel est allé s’acquitter d’une requête à lui faite par François Bonvalot, administrateur de l’évêché de Besançon : il s’agissait de retrouver des antécédents judiciaires sur un musicien dénommé Claude Boni, datant de 1549, avec qui Bonvalot était en procès. Ces actes montrent à tout le moins que Goudimel avait gardé le contact avec des Bisontins influents.

### Metz: 1557-1567

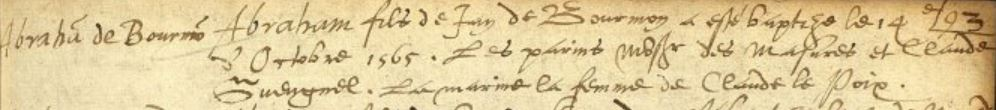
Louis Des Masures et Claude Goudimel, parrains d'Abraham de Bourmon (14 octobre 1565). Metz AM : GG 236.

Commence alors une seconde période de sa vie, qui dure de 1557 à 1567, où il réside à Metz. La première trace qu’il laisse là date du 20 juin 1557 ; c’est la dédicace de son Tiers livre de psaumes en forme de motets, offerte à Claude Belot, avocat au Parlement de Paris. Comme la dédicace à Brinon de 1551, elle exprime un regret de s’être consacré à la musique profane (les Odes d’Horace en l’occurrence) et le désir de « quitter la prophane lyre du prophane poëte Horace, pour me mettre en main, et hardiment entreprendre de toucher et manier la harpe sacrée de nostre grand David ».
Il y est encore en 1562, quand il dédie la première version de ses psaumes homophoniques au maréchal de Vieilleville, gouverneur de Metz, et toujours en 1564, quand il adresse la seconde version homophonique de ses psaumes à Jacques de Montberon, commandeur de Metz en l’absence dudit maréchal.
Son intégration dans la communauté protestante se traduit par deux parrainages. Depuis le début des années 1560 cette ville était assez acquise à la foi réformée, pour qui d’Ausances et Senneton étaient bienveillants. L’évolution des Guerres de religion fit que la réaction catholique s’y fit sentir de plus en plus durement, au point que nombre de protestants quittèrent la ville à partir de 1567. Le 6 avril 1569, un édit royal bannit les protestants de Metz.
Cette période messine est celle où Goudimel termine la collection des psaumes en forme de motets (livres III à VIII) ; il travaille aussi d’arrache-pied aux trois versions de son psautier (83 psaumes de 1562 en style homophonique, 150 psaumes de 1564 en style homophonique, 150 psaumes de 1568 en contrepoint fleuri). Ses premières éditions paraissent toutes chez Le Roy & Ballard, de qui Goudimel est alors un des compositeurs le plus publié, comme Orlande de Lassus. C’est de cette période aussi que daterait la composition de la musique adaptée aux Vingt-six cantiques de Louis Des Masures (1564), qui est restée anonyme. Des Masures habitait également à Metz à cette époque.
Goudimel quitte Metz vers 1567. Un passage d'un des Poemata de Louis Des Masures suggère que celui-ci aurait pu confier à Goudimel l'éducation de son fils en 1569, à Metz. Quoi qu'il en soit, cette époque coïncide avec la fin de la composition de ses psaumes en forme de motet.

### Besançon et Lyon?

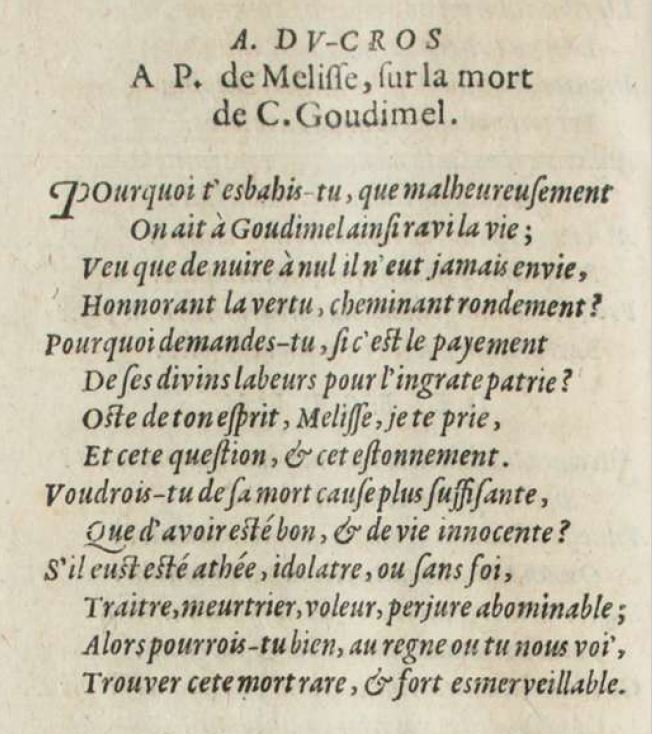
Pièce en l'honneur de Goudimel, par A. Du Cros (extrait des Reliquiæ de Paul Schede dit Melissus, Frankfurt, 1575). München BSB.

La dernière période de sa vie est plus floue. Il rencontre le poète Paul Schede dit Melissus, probablement à Besançon, lors du premier voyage de ce dernier en France. Il s’ensuit une correspondance en latin entre le musicien et le poète, dont on connait deux lettres, publiées par ce dernier dans son recueil poétique Melissi Schediasmatum reliquiæ (Francfort, 1575), à quoi s’ajoute une pièce néo-latine offerte à Goudimel en lui donnant un anneau (même source). Une première lettre, écrite le 30 novembre 1570, sans lieu, évoque une pièce composée sur les vers de Melissus, pour laquelle il regrette de n’avoir pu passer plus de temps. Le seconde, écrite de Lyon le 23 août 1572 - quelques jours seulement avant sa mort - évoque à nouveau la mise en musique d’une œuvre de Melissus, un voyage fait à Besançon pour soutenir un procès durant deux mois (à propos d’un prêt d’argent non remboursé), enfin une mauvaise fièvre contractée durant un mois juste après son retour à Lyon.
En 1572 paraissent les Opuscules poétiques de Pierre Enoc de La Meschinière (Genève : Jacques Stoer, 1572, in-8°), un poète genevois résidant à Lyon à cette époque. Ce recueil de pièces poétiques ne contient pas moins de six pièces dédiées à Goudimel (sans faire référence à sa mort) : deux sonnets (Lorsque tu viens dessiller tes deux yeux, et Va t'en gentil cousteau, le second écrit à l'occasion du don d'un couteau au musicien par le poète), une épigramme (Or qu'à bon droit je veux bien accuser), une pièce J'ai toujours estimé que sous meme planette, une ode spirituelle longue de 39 strophes mise en musique par Goudimel Voyant tous les faits, les torts, les mesfaits..., enfin une pièce en dialogue intitulée Le portrait de la vraie justice : Mais di-moy qui tu es, et quel beau nom tu portes. Ce recueil contient aussi des pièces destinées à Melissus, Jean Antoine Sarrazin, Théodore de Bèze ou de Simon Goulart. C'est dire la force des amitiés littéraires nouées par Goudimel à la fin de sa vie et son intégration dans un cénacle humaniste et protestant où circulent lettres, pièces néolatines, poésie française et musique.
De la seconde lettre de Goudimel à Melissus il ressort que Goudimel semble s’être à l’époque établi à Lyon ; c’est là qu’il travaille à des contrafacta spirituels sur des chansons d’Arcadelt, publiés par Jean II de Tournes en 1572. La ville, qui avait été gouvernée par les protestants en 1562 et 1563, était encore accueillante pour la foi réformée depuis l’édit de pacification d’août 1570. Peut-être a-t-il retrouvé là des membres de la famille Senneton (qui étaient ici imprimeurs et consul).
Le Discours du massacre de ceux de la religion reformée, fait à Lyon, par les catholiques romains, le vingthuictieme du mois d'aoust et jours ensuyvans, de l'an 1572, publié par le pasteur Jean Rigaud (Lyon, 1574) précise que Goudimel fait partie des protestants massacrés dont les corps ont ensuite été jetés dans le Rhône :
Goudimel, excellent musicien, et la mémoire duquel sera perpétuelle pour avoir heureusement besongné les psaumes de David en français, la plupart desquels il a mis en musique en forme de motets à quatre, cinq, six et huit parties, et sans la mort eust tost après rendu cest œuvre accomplie. Mais les ennemis de la gloire de Dieu, et quelques mechans envieux de l’honneur que ce personnage avoit acquis, ont privé d’un tel bien ceux qui aiment une musique chrestienne.
Le massacre de Goudimel a suscité de nombreuses pièces funèbres et épitaphes dans les publications musicales ou poétiques parues peu après, dues à Jean Antoine Sarrazin, Simon Goulart, A. Du Cros, Johannes Posthius ou autres. Notamment, quatre pièces en son honneur figurent au début de la Fleur des chansons des deux plus grands musiciens de notre temps, à sçavoir O. de Lassus et C. Goudimel... publiée par Jean II de Tournes sous la fausse adresse de Jean Bavent, en 1574. Elles émanent du même cénacle que celui qui apparaît dans les Opuscules poétiques de Pierre Enoch : lui-même, Jean Antoine Sarrazin, Joseph Du Chesne, seigneur de la Violette.
De la fréquentation de l'Université, que Goudimel exerçait encore en 1555, des liens qu'il a eus à Paris avec Brinon, Ronsard et Muret, de son intérêt pour les Odes d'Horace, des échanges qu'il a eus avec Enoch, Melissus et leurs amis, de ses pièces liminaires développées, il ressort que Goudimel a reçu une éducation humaniste poussée.
On possède de Goudimel un portrait gravé, anonyme, conservé à New York PL et dont l'attribution à Goudimel ne provient que d'une mention au crayon. En hommage à ce compositeur, la ville de Besançon a baptisé une rue de son nom.

## Œuvres
L’œuvre de Goudimel a été entièrement publié : Claude Goudimel, Oeuvres complètes, éd. P. Pidoux et autres. Brooklyn : Institute of Medieval Music, 1967–1983, 14 vol.

### Musique sacrée: messes
Les 5 messes de Goudimel sont publiés dans le vol. XII des Œuvres complètes.
- Missa quatuor vocum, ad imitationem cantionis : Il ne treuve en amitié[23]. - Paris : Nicolas Du Chemin, 1552. 1 vol. 2°, 12 f. RISM G 3191, Lesure 1953 n° 26.
- Missa tres... cum quatuor vocibus, ad imitationem modulorum... Audi filia... Tant plus je metz[24]... De mes ennuys[25]. - Paris : Adrian Le Roy et Robert Ballard, 1558. 1 vol. 2°. RISM G 3192, Lesure 1955 n° 43.
Aussi publiées par Henry Expert dans les Monuments de la musique française au temps de la Renaissance, vol. 9 (Paris : Sénart, 1923).
- Missæ tres a Claudio de Sermisy, Ioanne Maillard, Claudio Goudimel, cum quatuor vocibus conditæ : & nunc primum in lucem æditæ, ad imitationem modulorum... Plurium modulorum, Cl. de Sermisy ; Je suis des-heritée, Io. Maillard ; Le bien que j’ay[26], Cl . Goudimel. - Paris : Adrian Le Roy et Robert Ballard, 1558. 1 vol. 2°. RISM 15582, Lesure 1955 n° 47.

### Musique sacrée: motets
Les 10 motets connus (de 3 à 5 v.) de Goudimel et ses 3 Magnificat sont publiés dans le vol. XI des Œuvres complètes.
- Un livre de motets (perdu) aurait été publié par Le Roy & Ballard vers 1556[27], dans une collection de monographies qui a aussi accueilli des volumes consacrés à Jean Maillard, Josquin des Prés, Pierre Certon, Pierre Cadéac, Jean Mouton, Claudin de Sermisy, etc.
- Les premiers motets publiés à Paris le sont chez Du Chemin (8 pièces dans RISM 15511, 15531, 15533, 15547), puis chez Le Roy & Ballard  (5 pièces dans 15578 (Magnificat), 15652, 15653).

Hormis un motet publié à Anvers chez Tielman Susato (15548) et un autre à Nuremberg chez Montanus et Neuber (15592), les autres paraissent à Genève dans la collection de tout petit format (16° oblong) commencée par Simon Du Bosc et Guillaume Guéroult (155412, 155514, [1559] 4).

### Musique spirituelle: les psaumes en forme de motet
Cette collection se partage en huit livres et totalise 67 psaumes. Dans ces motets, la mélodie officielle de Genève est utilisée soit comme un cantus firmus, soit comme un motif donnant lieu à des imitations. Le nombre de voix change de verset en verset.

#### Livre 1

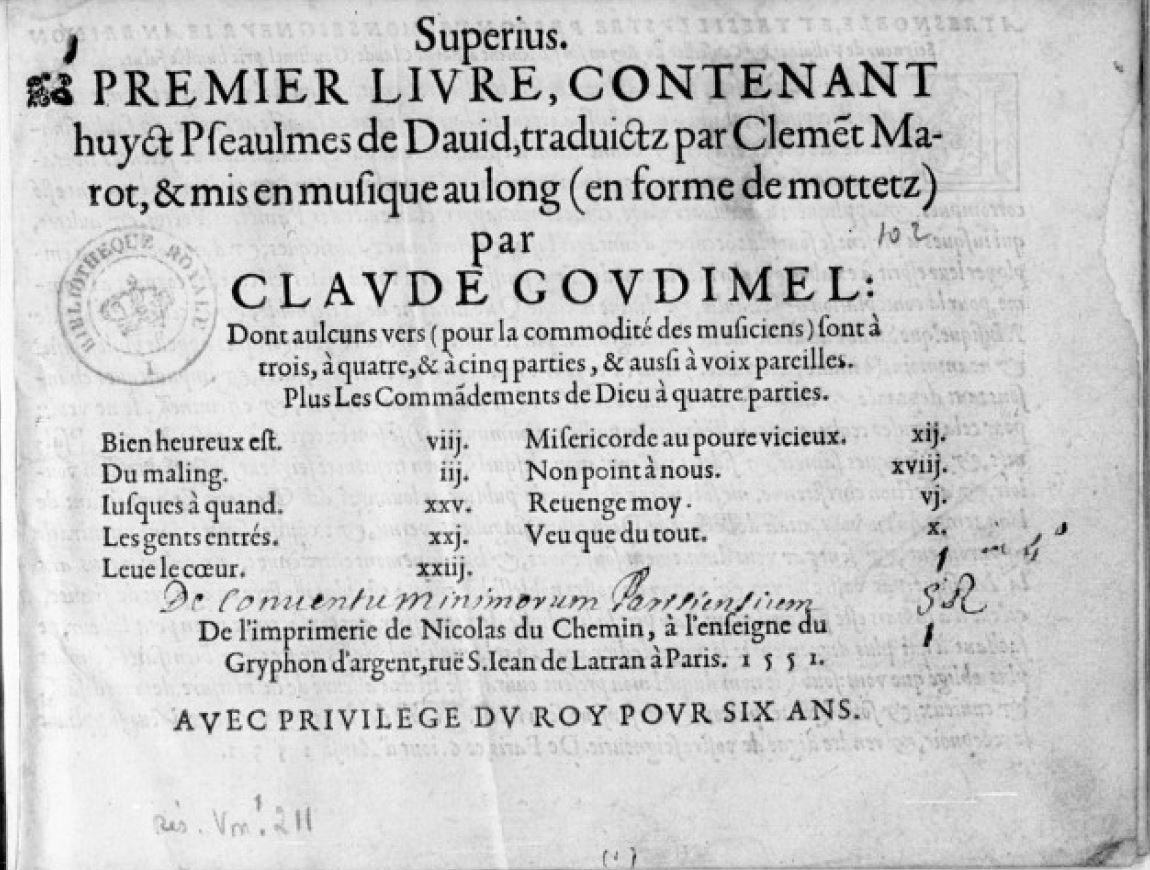
Page de titre du Premier livre des psaumes de Goudimel (Paris : Du Chemin, 1551). Paris BNF (Mus.).

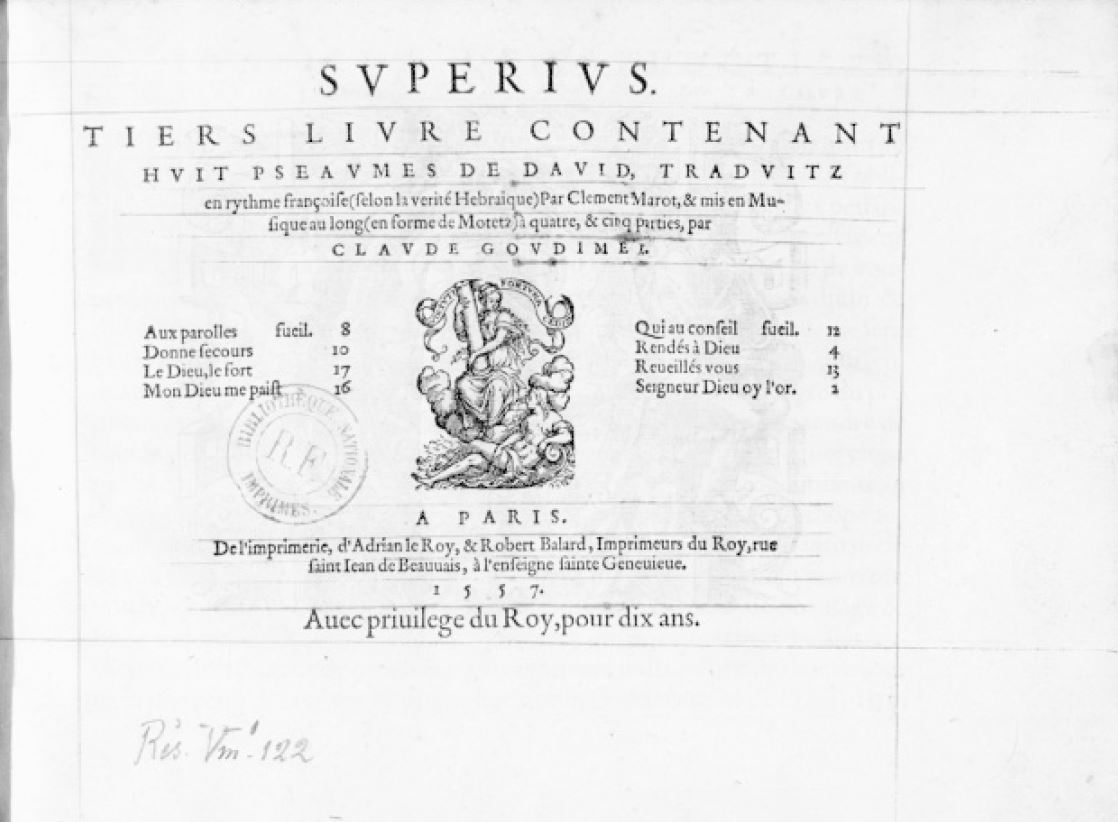
Page de titre du Tiers livre de psaumes de Goudimel (Paris, Le Roy & Ballard, 1553). Paris BNF (Mus.).

- Premier livre, contenant huyct pseaumes de David traduictz par Clément Marot, & mis en musique en long (en forme de mottetz)... à trois, à quatre, & à cinq parties, & aussi à voix pareilles. Plus les commandements de Dieu à quatre parties. - Paris : Nicolas Du Chemin, 1551. 4 vol. 4° obl. RISM G 3193, Lesure 1953 n° 17. Numérisé sur Gallica.
Dédicace à Jean II Brinon. Contient les Ps. CXXVIII, XXXVI, XIII, LXXIX, LI, CXV, XLIII et XI, avec les Commandements de Dieu, tous sur des vers de Marot.
Deux psaumes (Ps. XXXVI et LXXIX) sont republiés dans le Premier livre des pseaumes... (Genève : Simon Du Bosc et Guillaume Guéroult, 1554), un recueil retrouvé récemment[28].
- Réédition du livre entier « nouvellement par luy mesme revu, corrigé » avec le Ps. CXIV en plus : Paris, Adrian Le Roy et Robert Ballard, 1557 (RISM G 3194, Lesure 1955 n° 32), en 1558 (Lesure 1955 n° 49) et 1565 (Lesure 1955 n° 100).
L’ensemble est publié dans le tome I des Œuvres complètes.

#### Livre 2
- La première édition de ce second livre est perdue, celle de 1559 étant une réédition.
- Le second livre des pseaulmes et sentences, tirées tant du Psalmiste royal que des autres sainct Prophètes ; mis en musique en forme de motetz, par divers escellens musiciens. - [Genève], Simon Du Bosc et Guillaume Guéroult, 1555. 4 vol. in-16° obl. RISM 155516.
Contient déjà 4 des psaumes publiés dans l’édition suivante.
- Second livre de psalmes de David, mis en musique au long (en forme de motetz) à quatre, cinq, & six parties... Nouvellement reveu, & corrigé par ledit auteur. - Paris : Adrian Le Roy & Robert Ballard, 1559. 4 vol. 4° obl. RISM G 3195, Lesure 1955 n° 54.
Contient les Ps. CIII, CXIII, XLVI, LXXXVI, XXXII, IX, IV, CI, tous sur des vers de Marot. L’ensemble est publié dans le tome II des Œuvres complètes.

#### Livre 3
- Le second livre des pseaulmes et sentences, tirées tant du Psalmiste royal que des autres sainct Prophètes ; mis en musique en forme de motetz, par divers escellens musiciens. - [Genève], Simon Du Bosc et Guillaume Guéroult, 1555. 4 vol. in-16° obl. RISM 155516.
Contient 2 des psaumes  publiés dans l’édition suivante.
- Tiers livre contenant huit pseaumes de David traduitz en rythme françoise... par Clément Marot... et mis en musique au long (en forme de motetz) à quatre & cinq parties. - Paris : Adrian Le Roy & Robert Ballard, 1557. 4 vol. 4° obl., RISM G 3196, Lesure 1955 n° 33. Numérisé sur Gallica.
Réédité chez le même éditeur en 1561 (RISM G 3197, Lesure 1955 n° 69) et en 1566 (édition perdue, Lesure 195 n° 113).
Contient les Ps. CXLIII, CXVIII, V, XII, I, XXXIII, XXIII, L, tous sur des textes de Marot. Dédicace à Claude Belot, sieur de La Bloctière (Metz, 20 juin 1557). L’ensemble est publié dans le tome III des Œuvres complètes.

#### Livre 4
- Quart livre contenant huit pseaumes de David, avec le Cantique de Symeon, traduitz en rythme françoise... & mis en musique au long (en forme de motetz) à quatre, & cinq parties. - Paris : Adrian Le Roy & Robert Ballard, 1560. 4 vol. 4° obl. RISM G 3198, Lesure 1955 n° 66.
Contient les Ps. VII, XV, XXV, II, VIII, LXXII, X, XIV et Cantique de Siméon, tous sur des textes de Marot.
Réédité en 1565 (RISM G 3198a, Lesure 1955 n° 101). La redécouverte de cette édition a été signalée dans Lesure 1968. L’ensemble est publié dans le tome IV des Œuvres complètes.

#### Livre 5
- Cinquième livre de pseaumes de David mis en musique à quatre parties en forme de motetz à quatre, & cinq parties. - Paris : Adrian Le Roy & Robert Ballard, 1562. 4 vol. 4° obl. Édition perdue, Lesure 1955 n° 78.
- Réédition en 1566 (RISM G 3198b).
La redécouverte de l’édition de 1566 a été signalée dans Lesure 1968. Dédicace à François Scepaulx, seigneur de Vieilleville. Contient les Ps. XXXIV, XC, XLI, XVI, CXXIX, XL, XLII, CXXIV, XXXV, XXIX, tous sur des vers de Théodore de Bèze.
L’ensemble est publié dans le tome V des Œuvres complètes. Tous ces dix psaumes figurent aussi dans le manuscrit conservé à Genève, voir Guillo 2012.

#### Livres 6 à 8
- Sizième livre de pseaumes de David, mis en musique à quatre parties en forme de motetz. - Paris : Adrian Le Roy & Robert Ballard, 1565. 4 vol. 4° obl. RISM G 3199, Lesure 1955 n° 102.
Dédicace à Robert et René Du Mollinet. Contient les PS. CIV, XCII, XXXIX, CII, LXXXVII, LVI, LXXXV et CXVI, tous sur des vers de Bèze sauf le CIV (Marot). L’ensemble est publié dans le tome VI des Œuvres complètes.

- Septième livre des pseaumes de David, mis en musique à quatre parties en forme de motetz. - Paris : Adrian Le Roy & Robert Ballard, 1566. 4 vol. 4° obl. RISM G 3200, Lesure 1955 n° 114.
Dédicace à Catherine Senneton. Contient les Ps. XLIX, III, XLIV, XX, CXX, XXX, CXXXI, XVIII. L’ensemble est publié dans le tome VII des Œuvres complètes.

- Huitième livre de pseaumes de David mis en musique à quatre parties en forme de motetz. - Paris : Adrian Le Roy & Robert Ballard, 1566. 4 vol. 4° obl. RISM G 3201, Lesure 1955 n° 115.
Dédicace à Antoine Poart, seigneur de Foignon, maître ordinaire en sa chambre des comptes. Contient les Ps. XLVII, XIX, CXLII, VI, XXVII, XLVIII, XXVIII et XXXVII. L’ensemble est publié dans le tome VIII des Œuvres complètes.

Un Ps. CXXIII apparaît tardivement, dans les Cinquante pseaumes de David, avec la musique à cinq parties d’Orlande de Lassus. Vingt autres pseaumes à cinq et six parties, par divers excellents musiciens. - [Heidelberg], Jérôme Commelin, 1597. RISM 15976.

### Musique spirituelle: les psaumes homophoniques (version de 1562)
N.B. :  la section G3202 à G 3206 du RISM est confuse et ne permet pas de bien distinguer les trois œuvres suivantes.
- Pseaumes de David, traduictz par Clement Marot & Theodore de Besze, nouvellement mis en musique à quatre parties par Claude Goudimel, dont le subject se peut chanter en taille, ou en dessus, imprimés en quatre volumes.  - Paris : Adrian Le Roy & Robert Ballard, 1562. 4 vol. 8°. Manque au RISM, Lesure 1955 n° 77.
Dédicace à François de Scépeaux, maréchal de Vieilleville. Contient une harmonisation des 83 psaumes (dans la version de 1551 du Psautier de Genève. L’harmonisation n’est pas la même que celle de 1564. La seule partie connue (basse) est éditée dans le vol. XIV des Œuvres complètes, avec d'autres pièces fragmentaires.

### Musique spirituelle: les psaumes homophoniques (version de 1564)

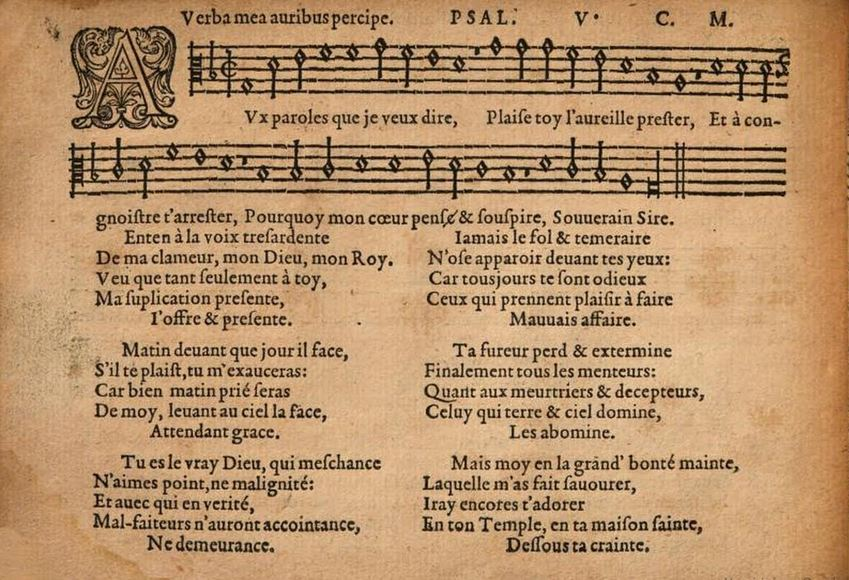
Une page des psaumes de 1564 (Paris : Le Roy & Ballard, 1565). Lyon BM.

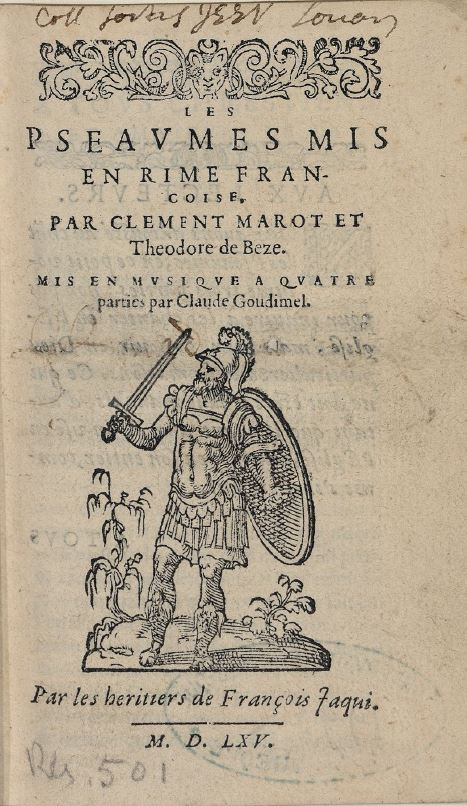
Page de titre de l'édition de Genève, François Jaquy, 1565. Paris BNF (Mus.).

- Publiés dans le vol. IX des Œuvres complètes.
- Les cent cinquante pseaumes de David nouvellement mis en musique à quatre parties. - Paris : Adrian Le Roy & Robert Ballard, 1564 ou 1565. 4 vol. 8° obl. RISM G 3202 et 3203, Lesure 1955 n° 84 et 103. Numérisé sur Google Books (exemplaire de Lyon BM, 1565).
Quelques exemplaires sont datés 1565. En 1565 paraît un supplément qui contient le reste des textes des psaumes. Dédicace à Jacques de Montberon, seigneur d'Ausances. Dans cette œuvre, la mélodie officielle de l'Église de Genève (telle que publiée en 1562) est citée rigoureusement soit dans la voix de ténor, soit au superius.
- Une réédition révisée paraît à Genève, François Jaquy, 1565. 8°. RISM G 3206. Numérisée sur Gallica.
Cette réédition a la particularité de commencer avec les textes de Jean Calvin (Comme c'est une chose bien requise) et de Théodore de Bèze (Petit troupeau...), comme tous les psautiers monodiques imprimés à Genève à cette époque. Ils révèlent une appropriation directe du recueil par l'Église de Genève.
- En 1567, Adrian Le Roy publie une réduction pour voix et luth de l’harmonisation de Goudimel, mais cette réduction est assez libre et s'éloigne parfois assez largement de l'original[29].
Publiée dans Œuvres d'Adrian Le Roy : Psaumes (1567), édition et transcription par Jean-Michel Noailly. Paris : CNRS Éditions, 1993..

Ce psautier homophonique est réédité plusieurs fois :
- Delft : Bruyn Schinckel, 1602 ou 1603. RISM G 3207.
- Genève : Jean-Antoine et Samuel de Tournes, 1667 ou 1668. RISM G 3208 et 3209.
- Genève : Samuel de Tournes, 1690. Douen n° 409. Neuchâtel BPU : A 7243.
- Neuchâtel : Jean Pistorius, 1701. Douen n° 415. Neuchâtel BPU : 4 R 720 A-B. Sur la traduction des psaumes révisée par les Pasteurs de Genève.
- La Neuveville : Jean-Jacques Marolf, 1739. Douen n° 463. Neuchâtel BPU : A 7244 et Paris Ars. : 8° T 1023. Sur la traduction des psaumes révisée par les Pasteurs de Genève.

De plus, les traductions allemande d'Ambrosius Lobwasser (1573), néerlandaise de Peter Dathen (1620), néolatine de Andrea Spethe (1596), et romanches de Johann Grass (1683), de Jacob et Barthélemy Gonzenbach (1737) ou Valentin de Nicolai (1762), toutes faites sur le rythme des vers de Marot et Bèze, sont adaptées à la musique de Goudimel. Voir la liste dans Noailly 1988/2.
Cette œuvre a été longtemps mise en concurrence avec les psaumes homophoniques de Claude Le Jeune ; on constate que les rééditions de l'une et de l'autre se succèdent et s'entrecroisent. Voir Noailly 1988/2.

### Musique spirituelle: les psaumes en contrepoint fleuri

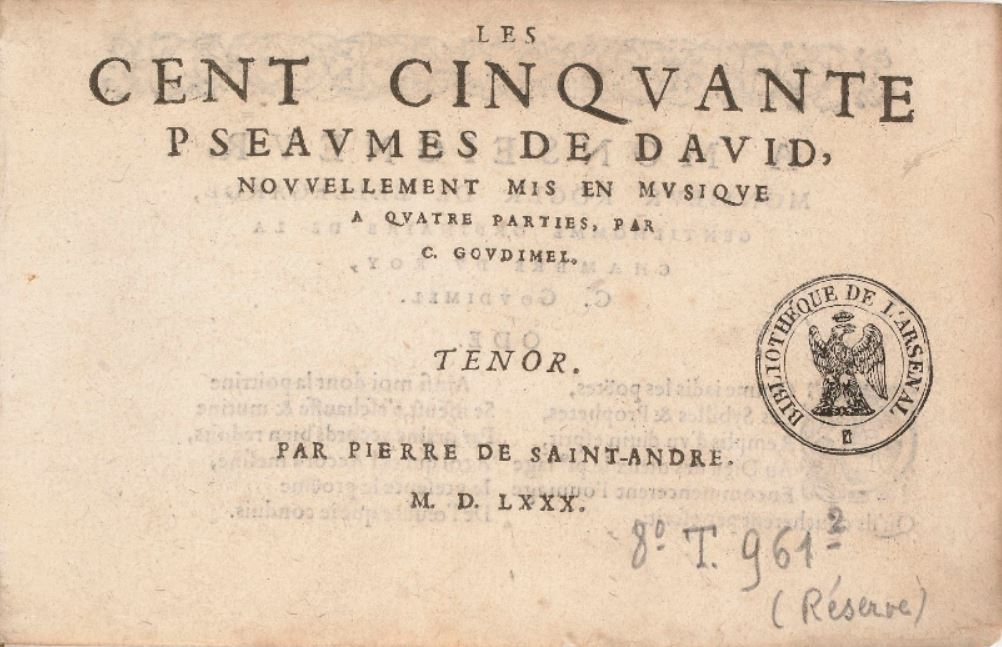
Page de titre des psaumes en contrepoint fleuri (Genève : 1580). Paris BNF (Ars.).

- Les Cent cinquante pseaumes de David. Nouvellement mis en musique à quatre parties. - Paris : Adrian Le Roy & Robert Ballard, 1568. 4 vol. 8° obl. RISM G 3204, Lesure 1955 n° 131. Dédicace à Roger de Bellegarde, gentilhomme de la Chambre du roi.
- Réédités à Genève : Pierre de Saint-André, 1580. 4 vol. 8° obl. RISM G 3205. Numérisé par München BSB et sur Gallica.
Publiés dans le vol. X des Œuvres complètes.

### Musique spirituelle: les chansons et les Cantiques
- Chansons spirituelles de M. Ant. de Muret, en nombre dix-neuf, mises en musique à quatre parties par Cl. Goudimel. - Paris : Nicolas Du Chemin, 1555. Lesure 1953 n° 41. Édition perdue, citée d’après La Croix Du Maine et d’autres bibliographes du temps.
- Par le désert de mes peines, mon ame va haletant. Chanson spirituelle publiée à la fin de l’Instruction  de musique de Corneille de Blockland (Lyon, 1573, 1581 et Genève, 1586). Cf. Guillo 1991 n° 85, 94 et 96.

- Vingt six cantiques chantés au Seigneur par Louis Des Masures Tournisien, mis en musique à quatre parties... - Lyon : Jean I de Tournes, 1564. 4 vol. 8° obl. RISM D 1778, Guillo 1991 n° 71.
La musique est attribuée à Claude Goudimel par Marc Honegger[30] et publiée dans ses Œuvres complètes, vol. XIV, dans les Opera dubia[31]. Certains cantiques peuvent se chanter sur la musique de quelques psaumes. Sur l'œuvre, voir Herdman 2004.
- Réédition : La Rochelle, Pierre Haultin, 1578 (RISM 15783).

En 1572, Goudimel publie des contrafacta protestants sur des chansons de Jacques Arcadelt : L'Excellence des chansons musicales composées par M. Jacques Arcadet, recueillies & revues par Claude Goudimel natif de Besançon. - Lyon : Jean II de Tournes, 1572. Guillo 191 n° 84. Édition perdue. Une réédition est données en 1586 à Genève par le même imprimeur, sous une adresse lyonnaise : Guillo 1991 n° 95, RISM AA 1390a. Numérisée par München BSB. On peut souligner que ce travail d'adaptation est en droite ligne du travail d'éditeur/correcteur que Goudimel avait exercé chez Du Chemin.

### Musique profane
- Q. Horatii Flacci poetæ lyrici odæ omnes quotquot carminum generibus differunt ad rhythmos musicos redactæ. - Paris : Nicolas Du Chemin et Claude Goudimel, 1555. Lesure 1953 n° 40, cité d’après le Manuel du libraire de Brunet. Édition perdue, signée Claudius Godimellus Bisuntinus et dédiée à Gérard Gryphius, professeur à Narbonne..
- Outre ce recueil, Goudimel a publié un total de 69 chansons à 3 ou 4 voix, publiées dans le vol. XIII de ses Œuvres complètes. Les premières paraissent chez Nicolas Du Chemin (41 chansons entre 1549 et 1557)[32]. Goudimel participe aussi à l’appendice musical qui suit le livre des Amours de Ronsard en 1552 (avec rééditions), pour 4 chansons. Hormis une chanson publiée chez la veuve de Pierre Attaingnant (RISM 155320 et deux autres chez Michel Fezandat (155620 et 21, le reste paraît surtout chez Le Roy & Ballard (28 chansons entre 1556 et 1575), ou dans des manuscrits épars[33].
- Une Ode paraît encore à la fin des Opuscules poétiques de Pierre Enoch de La Meschinière (Lyon, 1572).
- Enfin, deux ans après sa mort, Jean II de Tournes publie sous une fausse adresse sa Fleur des chansons des deux plus grands musiciens de notre temps, à sçavoir O. de Lassus et C. Goudimel... Premier livre, à quatre parties [Second livre, à cinq parties]. - Lyon : Jean Bavent [pour : Jean II de Tournes], 1574. RISM 15741 et 2, Guillo 1991 n° 86 et 87. Numérisés sur Gallica.
Ces deux volumes totalisent 9 chansons.

### Sur le contexte et la vie de Goudimel
- Georges Becker, « Goudimel et son œuvre : notice biographique et bibliographique », Bulletin historique et littéraire (Société de l'Histoire du Protestantisme Français) 34/8 (15 août 1885), p. 337-360.
- H. Bellerman, « Zwei Briefe von Claude Goudimel an Paul Schede », Allgemeine musikalische Zeitung 9/43 (1874), col. 673-675. Sur Internet Archive.
- H. Bellerman, « Gedichte auf Goudimel und seinen Tod », Allgemeine musikalische Zeitung 9/43 (1874), col. 689-693. Sur Internet Archive.
- (it) Lino Bianchi et Giancarlo Rostirolla, ed. Iconografia palestriniana, Lucques, Libreria Musicale Italiane, 1994.
- Michel Brenet [pseudonyme de Marie Bobillier].  « Essai bio-bibliographique : Claude Goudimel », Annales Franc-Comtoises, mai-juin 1898, p. 5-43.
- Auguste Castan, « Une date de la vie du musicien Claude Goudimel, note... précédée d’un rapport... par M. Gustave Bertrand », Mémoires de la Société d'émulation du Doubs, S4, 10 (1875), p. 522-528.
- Auguste Castan, « Une circonstance de la vie du musicien Claude Goudimel, I », Mémoires de la Société d'émulation du Doubs, S4, 8 (1873), p. XXXIX.
- Frank Dobbins, Music in Renaissance Lyons. Oxford : Oxford University Press, 1992.
- Emmanuel-Orentin Douen, Clément Marot et le Psautier huguenot. Paris : Imprimerie nationale, 1878.
- Roland Fiétier, Histoire de la Franche-Comté, Toulouse, Edouard Privat, 1977.
- Laurent Guillo, Les éditions musicales de la Renaissance lyonnaise. Paris : Klincksieck, 1991.
- Henri Kling, « Les compositeurs de la musique du Psautier huguenot genevois », Rivista Musicale Italiana 6 (1899), p. 524 sq.
- François Lesure et Geneviève Thibault, « Bibliographie des éditions musicales de Nicolas Du Chemin (1549–1576) », Annales musicologiques 1 (1953), p. 269-373, supplément dans 4 (1956), p. 251-253 et 6 (1958-1963), p. 403-406.
- François Lesure et Geneviève Thibault, Bibliographie des éditions d'Adrian Le Roy et Robert Ballard (1551-1598). Paris : 1955. Supplément in Revue de Musicologie 40 (1957) p. 166-172.
- Jean François Nicolas, Monographie de Saint-Hippolyte sur le Doubs, Besançon, J. Jacquin, 1856.

### Sur des œuvres particulières
- (en) Barry Cooper, « A new source (c. 1600) of chansons and keyboard music » [Aberdeen UL : 7841 Arc], Recherches sur la musique française classique 20 (1981), p. 5-18.
- Jean Duchamp, « Le Premier livre de psaumes de Du Bosc et Guéroult (1554) retrouvé », Revue de Musicologie 97/2 (2011), p. 409-424.
- Máire Egan-Buffet, Les chansons de Claude Goudimel : analyses modales et stylistiques. Ottawa (ON) : Institute of Medieval Music, 1992 [avec index des chansons].
- Máire Egan. « Problèmes d'interprétation rythmique dans les chansons de Claude Goudimel », La Chanson à la Renaissance : actes du XXe colloque d'Etudes humanistes du Centre d'Etudes Supérieures de la Renaissance de l'Université de Tours, juillet 1977. Études réunies et présentées par Jean-Michel Vaccaro. Tours, Van de Velde, 1981, p. 139-156.
- (en) Máire Egan-Buffet, « The French chanson in the second half of the sixteenth century : Claude Goudimel's treatment of the decasyllabic line », Orlandus Lassus and his time : actes du colloque d’Anvers, 1994, Yearbook of the Alamire Foundation 1 (1995), p. 315-326.
- Máire Egan-Buffet, « Le cantus firmus dans l’œuvre sacrée de Claude Goudimel », Itinéraires du cantus firmus, 4 : de l'église à la salle de concert. Actes du colloque organisé le 6 avril 1995 ; études réunies et présentées par Edith Weber. Paris : Presses de l'Université de Paris-Sorbonne, 2001, p. 67-77.
- Máire Egan-Buffet, « Claude Goudimel et l'art poétique », Histoire, Humanisme et Hymnologie : mélanges offerts au Professeur Edith Weber. Textes réunis par Pierre Guillot et Louis Jambou. Paris : Presses de l'Université de Paris-Sorbonne, 1997, p. 253-264.
- Pierre-André Gaillard, « Bourgeois et Goudimel », Schweizerische Musikzeitung / Revue musicale suisse 90 (1950), p. 96-100.
- Paul-André Gaillard, « Petite étude comparée du "note contre note" de Loys Bourgeois (1547) et du Psautier de Jaqui (Goudimel 1565) », Société internationale de musicologie. Quatrième congrès : Bâle, 29 juin au 3 juillet 1949. Compte rendu. Kassel, c. 1950, p. 115-117.
- Laurent Guillo, Jean-Michel Noailly et Pierre Pidoux, « Un recueil parisien de psaumes, de chansons spirituelles et de motets (ca. 1565) : Genève BGE Ms. Mus. 572 », Bulletin de la Société de l’Histoire du Protestantisme Français 158 (2012), p. 199-233.
- Laurent Guillo, « Le Cantique sur la prinse du Havre de Grâce (1563) : une œuvre inconnue de Claude Goudimel ? », Revue de musicologie 102/2, 2016, p. 363-378.
- Emma Herdman, « Louis Des Masures, Claude Goudimel et Jean de Tournes », Bibliothèque d'Humanisme et Renaissance 66/3, 2004, p. 607-616.
- François Lesure, « Claude Goudimel, étudiant, correcteur et éditeur parisien », Musica Disciplina 2 (1948), p. 225-230.
- François Lesure, « Deux "nouveaux" recueils de psaumes en forme de motets de Claude Goudimel », Revue de musicologie n° 54, 1968, p. 99-101.
- Jean-Michel Noailly, Claude Goudimel, Adrian Le Roy et les CL psaumes : Paris, 1562–1567. Thèse de musicologie, Université de Saint-Étienne, 1988.
- Jean-Michel Noailly, « Les harmonisations des psaumes au XVIIe siècle : Claude Goudimel ou Claude Le Jeune ? », Psaume : bulletin de la recherche sur le Psautier huguenot 2 (automne 1988), p. 42-50.
- Jean-Pierre Ouvrard, « Le sonnet ronsardien en musique : du Supplément de 1552 à 1580 », Revue de Musicologie 74 (1988), p. 149-164.
- Pierre Pidoux, « Notes sur quelques éditions des psaumes de Claude Goudimel », Revue de Musicologie 42 (1958), p. 184-192.
- Édith Weber, « Le style nota contra notam et ses incidences sur le choral luthérien et sur le psautier huguenot », Jahrbuch für Liturgik und Hymnologie 32 (1989), p. 73-93.
- (en) G. R. Woodward, « The Genevan Psalter of 1562, set in four-part harmony by Claude Goudimel, in 1565 », Proceedings of the Musical Association 44 (1917-1918), p. 167-192.